# ميكروليو
ميكروليو هو نوع صغير جدًا من فصيلة الأسود الجرابية من أوائل العصر الميوسيني في أستراليا، ويعيش في الغابة الرطبة التي هيمنت على ريفرزلي قبل حوالي 18 مليون سنة.  جنس ميكروليو معروف حاليًا من حنك مكسور، قطعتين من الفك، يحتوي على بعض الأسنان والجذور التي تتوافق مع تلك الموجودة في الأنواع الأخرى من الأسود الجرابية.  تتميز في شكل وهيكل سن الذي يشبه الشفرة، ولديه سن ضاحك، بأنواع جنس جديد.  تم العثور عليها في الرواسب المبكرة لعصر الميوسين في موقع الأحفوري Riversleigh في ولاية كوينزلاند، والتي تعتبر واحدة من أهم مواقع الحفريات التي تم اكتشافها حتى الآن، وتم تسميتها لعالم الطبيعة ديفيد أتينبورو تقديراً لدعمه لقائمة التراث.  يشير تشريح ميركوليو إلى أن الجنس أساسي لكل الأسود الجرابية المعروفة، على الرغم من أن حجمه النسبي دفع باكتشاف أن يصفه بأنه قط «فصيلة السنوريات» 
كان صغير جدًا وعلى الأغلب كان شجري من الأسود الجرابية كان موجودًا خلال العصر الميوسيني المبكر في ريفرسلي.  كان يُعتبر هذا النوع صغيرًا، مقارنةً بنطاق الأسود الجرابية المعروف سابقًا والذي يتراوح من 2 إلى 130 كيلوجرام، ووصف بأنه بحجم مشابه لحيازة الذيل (أنواع فيروس (Pseudocheirus). عاش هذا الحيوان آكلة اللحوم في فترة ما يقرب من ثمانية عشر مليون عام في بيئة غابات رطبة، متغلغلًا في مجموعة متنوعة غنية من الحيوانات التي كانت موجودة في نفس الفترة.